# Superstar K
Superstar K (tiếng Hàn Quốc: 슈퍼스타 K) là một chương trình truyền hình hàn quốc tìm kiếm tài năng được tổ chức hàng năm. Tổ chức lần đầu tiên trong năm 2009, Superstar K ngày càng tăng thêm được sự chú ý và được coi là chương trình thử giọng lớn nhất ở Hàn Quốc. Khái niệm của Superstar K liên quan đến việc tìm được siêu sao kế tiếp, với những người chiến thắng mỗi tuần xác định với một sự kết hợp của những điểm nhất định của giám khảo và số lượng bình chọn từ người xem.
Chương trình nhận được sự phổ biến rộng lớn trong ba mùa đầu tiên phát hiện những nghệ sĩ nổi tiếng như Seo In-guk, Huh Gak, John Park, Ulala Session và Busker Busker và đạt đến đỉnh cao của mình, trong đánh giá của nó, mùa thứ tư với Roy Kim và Jung Joon-young như những mùa đầu. Chương trình thấy một giảm độ phổ biến và đánh giá bắt đầu từ mùa thứ năm của mình. Thứ tám mùa Siêu sao K đã phá vỡ truyền thống và bỏ số trong tên là Superstar K thay vì gọi là Superstar K 2016.
Theo truyền thống, giải thưởng người chiến thắng của mỗi mùa được cho cơ hội để thực hiện ở Mnet Asian Music Award cũng như nhận được giải thưởng khác.

## Các mùa
- Superstar K1
- Superstar K2
- Superstar K3
- Superstar K4
- Superstar K5
- Superstar K6
- Superstar K7
- Superstar K 2016

## Chiến thắng thí sinh
| Năm  | Season           | Người chiến thắng |               |
| ---- | ---------------- | ----------------- | ------------- |
| 2009 | Superstar K1     | Seo In-guk        | Joo Moon-geun |
| 2010 | Superstar K2     | Huh Gak           | John Park     |
| 2011 | Superstar K3     | Ulala Session     | Busker Busker |
| 2012 | Superstar K4     | Roy Kim           | DickPunks     |
| 2013 | Superstar K5     | Parc Jae-jung     | Park Si-hwan  |
| 2014 | Superstar K6     | Kwak Jin-yeon     | Kim Feel      |
| 2015 | Superstar K7     | Kevin Oh          | Cheon Dan-bi  |
| 2016 | Superstar K 2016 | Kim Young Geun    | Lee Ji-Eun    |